# 파슈만섬

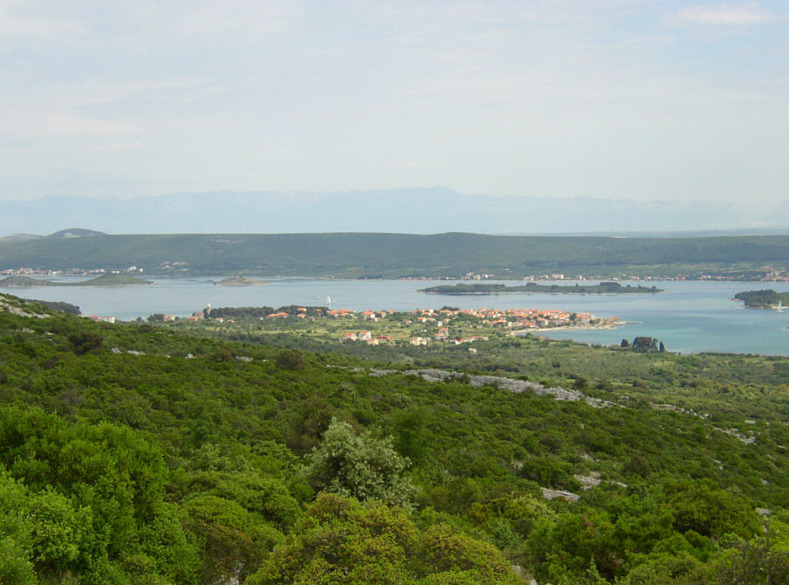
파슈만섬

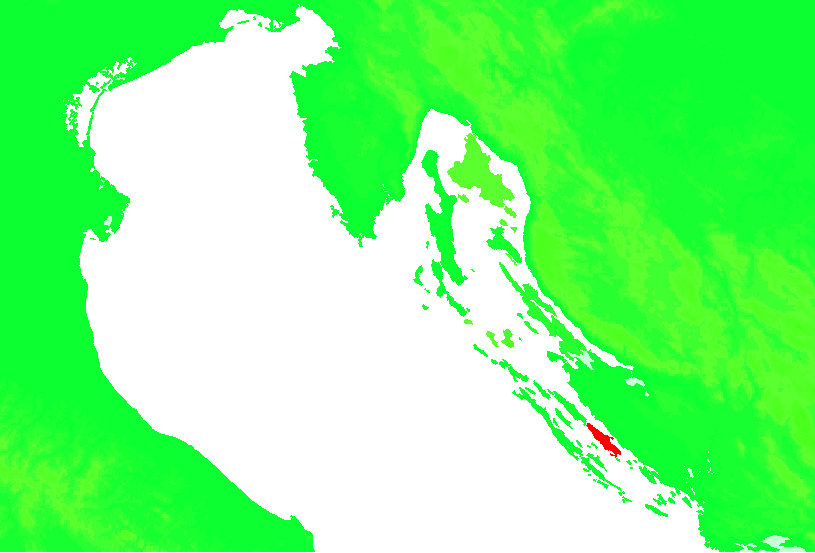
파슈만섬의 위치

파슈만섬(크로아티아어: Pašman)은 아드리아해에 위치한 크로아티아의 섬으로 면적은 60.11km2, 높이는 272m, 인구는 2,845명(2011년 기준), 인구 밀도는 33.34명/km2이다. 행정 구역상으로는 자다르주에 속하며 자다르의 남쪽에 위치한다.